# Herminio Menéndez
Herminio Menéndez (n. 20 decembrie 1953, Candás⁠(d), Asturia, Spania) este un canoist ce a reprezentat Spania, medaliat olimpic. A participat la 4 ediții ale Jocurilor Olimpice (1972, 1976, 1980, 1984) în care a câștigat două medalii de argint și o medalie de bronz.